# Ptychoglene stenodora
Ptychoglene stenodora là một loài bướm đêm thuộc phân họ Arctiinae, họ Erebidae.